# 乌戈·冈萨雷斯
乌戈·冈萨雷斯（西班牙語：Hugo González，1999年2月19日—），西班牙男子游泳运动员，2018年地中海运动会男子200米个人混合泳、男子200米仰泳银牌得主和男子4×200米自由泳接力铜牌得主、2024年世界游泳锦标赛男子100米仰泳银牌得主。